# Maryna Er Gorbach
Maryna Er Gorbach (Марина Ер Горбач, Kíev, 1981) és una directora de cinema ucraïnesa que escriu, dirigeix, produeix i edita pel·lícules, sovint amb el seu marit, el cineasta turc Mehmet Bahadir Er.

## Biografia
Va estudiar an la Universitat de Teatre, Cinema i Televisió I. K. Karpenko Kary, a Kíev, (Kyiv National University of Theatre, Cinema and TV) i després de graduar-se en 2006, va assistir a les classes magistrals del mestre cinematogràfic Andrzej Wajda a Polònia.
El seu primer curtmetratge The Jar de 2004 va rebre premis en diversos festivals internacionals. La seva pel·lícula de graduació The Debt, la va estrenar en 2006. Va fer el seu debut com a directora de llargmetratges en 2008 amb Kara Köpekler Havlarken, Igual que més tard Sev Beni i Omar and Us, va fer la pel·lícula juntament amb el seu marit el director turc Mehmet Bahadir Er.
Va guanyar el premi de direcció en la Competència de Cinema Dramàtic Mundial en el Festival de Cinema de Sundance de 2022 per la seva pel·lícula Klondike. Ella estava entre un grup de cineastes ucraïnesos que van demanar ajuda internacional per a Ucraïna en la invasió russa d'Ucraïna del 2022.
Maryna Er Gorbach és membre de l'Acadèmia del Cinema Europeu des del 2017. Igual que molts altres artistes ucraïnesos, Er Gorbach va escriure una carta oberta el març de 2022 després de la invasió russa d'Ucraïna, demanant l'aturada de la guerra.

## Filmografia
| Any  | Títol                   | Notes                            | Ref   |
| ---- | ----------------------- | -------------------------------- | ----- |
| 2009 | Kara Köpekler Havlarken | codirigida amb Mehmet Bahadir Er | [ 7 ] |
| 2013 | Sev beni                | codirigida amb Mehmet Bahadir Er | [ 1 ] |
| 2019 | Omar and Us             | codirigida amb Mehmet Bahadir Er | [ 8 ] |
| 2022 | Klondike                |                                  | [ 3 ] |